# Готтардський автомобільний тунель
46°40′18″ пн. ш. 8°35′33″ сх. д. / 46.671666666667° пн. ш. 8.5925° сх. д.

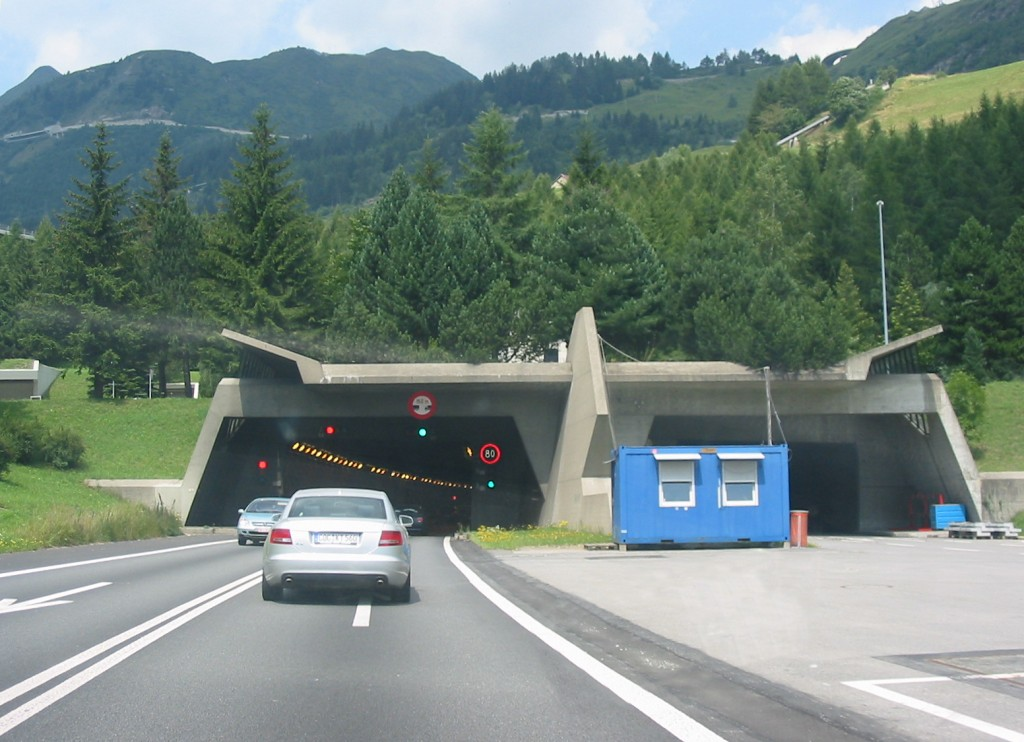
Південний портал

Готта́рдський автомобільний тунель (нім. Gotthard-Strassentunnel, італ. Galleria stradale del San Gottardo) — тунель у Лепонтинських Альпах, Швейцарія, завдовжки приблизно 16,9 км. Був відкритий 5 вересня 1980 р. Є третім з автомобільних тунелів за протяжністю у світі — після норвезького Лердаль (24,5 км) і китайського Чжуннаньшань (18 км). Сполучає два швейцарські кантони: Урі на півночі та Тічино на півдні. Висота північного порталу 1080 м, південного — 1146 м над рівнем моря.
Обмеження швидкості руху тунелем становить 80 км/год, проїзд безкоштовний.

## Історія
Швейцарський уряд схвалив будівництво тунелю в липні 1969 року. Тунель мав стати найдовшим у світі на той момент, сильно скорочував шлях через перевал Готтард.
Тунель Готтард є складовою частиною автостради A2 у Швейцарії, від Базелю до К'яссо на кордоні з Італією. Зараз відкритий тільки один тунель, через який здійснюється рух в обох напрямках, для кожного напрямку виділено по одній смузі. У тунелі рекомендується дотримуватися відстані між транспортними засобами не менш як 150 м.
На референдумі 28 лютого 2016 року було ухвалено рішення збудувати другий тунель. Введення його в експлуатацію заплановано приблизно на 2030 рік, після чого перший тунель має бути закрито на ремонт на три роки. Очікується, що 2033 року запустять обидва тунелі — по одній смузі руху в кожному напрямку. При цьому повідомляється, що реальна пропускна здатність буде значно підвищена завдяки відсутності потреби в перекритті руху, зокрема для зміни напрямку руху, після аварій і поломок, а також для технічного обслуговування.

## Ресурси Інтернету
- The official information page of the Gotthard Tunnel [Архівовано 3 березня 2015 у Wayback Machine.](нім.)(англ.)(італ.)
- More statistics and facts [Архівовано 13 червня 2004 у Wayback Machine.](нім.)